# Kosuke Matsumura (Fußballspieler, 2004)
Kosuke Matsumura (japanisch 松村 晃助 Matsumura Kosuke; * 2. Mai 2004 in der Präfektur Kanagawa) ist ein japanischer Fußballspieler.

## Karriere

### Verein
Kosuke Matsumura erlernte das Fußballspielen in der Jugendmannschaft der Yokohama F. Marinos sowie in der Universitätsmannschaft der Hōsei-Universität. Zu Beginn der Saison 2025 wurde er von der Universität an seinen Jugendverein Yokohama F. Marinos ausgeliehen. Der Verein aus Yokohama spielt in der ersten Liga, der J1 League. Sein Erstligadebüt gab Kosuke Matsumura am 5. April 2025 (9. Spieltag) im Heimspiel gegen Tokyo Verdy. Bei dem 0:0-Unentschieden wurde er in der 85. Minute für Kenta Inoue eingewechselt.

### Nationalmannschaft
Kosuke Matsumura spielte 2023 fünfmal für die japanische U20-Nationalmannschaft. Hier kam er bei der U20-Asienmeisterschaft in Usbekistan sowie bei der U20-Weltmeisterschaft in Argentinien zum Einsatz.